# Campeonato Asiático de Voleibol Feminino Sub-23
O Campeonato Asiático de Voleibol Feminino Sub-23 é uma competição organizada pela Confederação Asiática de Voleibol que reúne as melhores seleções de voleibol da Ásia e da Oceania. Sua primeira edição foi realizada em 2015 e teve como campeã a China.

## História
Devido à criação do Campeonato Mundial de Voleibol Feminino Sub-23 a Confederação Asiática de Voleibol viu-se na necessidade de reunir as melhores seleções da Ásia e da Oceania em uma competição continental para definir seus representantes na referida competição mundial. A primeira edição do Campeonato Asiático Sub-23 para mulheres ocorreu entre 1º e 9 de Maio de 2015 em Pasiga, nas Filipinas, e teve como campeã a seleção chinesa, derrotando a Tailândia na final; ambas equipes classificaram-se para a competição mundial da categoria do mesmo ano. Na disputa pelo bronze, o tradicional Japão foi derrotado pela Coreia do Sul.
A segunda edição do torneio foi realizada entre 13 e 21 de Maio de 2017, na cidade tailandesa de Nakhon Ratchasima, onde reuniram-se 13 seleções em busca de duas vagas para a competição mundial da categoria do mesmo ano. Dessa vez como anfitriãs, as tailandesas mais uma vez foram derrotadas na disputa pelo ouro, tendo caído para suas similares do Japão. Aproveitando-se da desistência de duas tradicionais seleções, China e Coreia do Sul, além das Filipinas, a emergente equipe do Vietnã foi capaz de facilmente conquistar o bronze sobre as rivais da Taipé Chinesa. Nessa edição, a capitã japonesa, Misaki Yamauchi, foi eleita a MVP.

## Quadro Geral
| Ordem | País            | Medalha de ouro | Medalha de prata | Medalha de bronze | Total |
| ----- | --------------- | --------------- | ---------------- | ----------------- | ----- |
| 1     | China           | 2               | 0                | 0                 | 2     |
| 2     | Japão           | 1               | 0                | 0                 | 1     |
| 3     | Tailândia       | 0               | 2                | 0                 | 2     |
| 4     | Coreia do Norte | 0               | 1                | 0                 | 1     |
| 5     | Vietnã          | 0               | 0                | 2                 | 2     |
| 6     | Coreia do Sul   | 0               | 0                | 1                 | 1     |

## MVP por edição
- 2015 -  Liu Yanhan
- 2017 -  Misaki Yamauchi
- 2019 -  Wu Han